# En Søndag paa Amager
En Søndag paa Amager è un film del 1941 diretto da Emanuel Gregers.
Il soggetto è liberamente tratto da un vaudeville di Johanne Luise Heiberg.

## Trama
Una domenica Hermansen, dalla capitale danese, fa visita a Jepsen sull’isola di Amager, e viene invitato alle danze che si svolgeranno quella sera.
Intanto Jokum confessa alla madre il proprio amore per Lisbeth, figlia di Jepsen.
Ma alla ragazza sono interessati anche i due ricchi imprenditori agricoli Rasmus e Hans, discendenti degli antichi coloni che ai tempi del re Cristiano II si erano stanziati sull’isola col compito di approvvigionare la corte danese.
Le preferenze di Lisbet vanno decisamente a Jokum, ma Jepsen, su considerazioni economiche, è contrario al legame fra la figlia e Jokum.
Durante le danze serali, mentre si verifica una serie di avvenimenti imprevisti, il padre di Jokum riceve da Hermansen una notizia che gli consentirà di migliorare sensibilmente la propria condizione economica, di modo che Jasper potrà ora dare la propria benedizione al futuro matrimonio di Lisbet e Jokum.